# Винковацкое телевидение

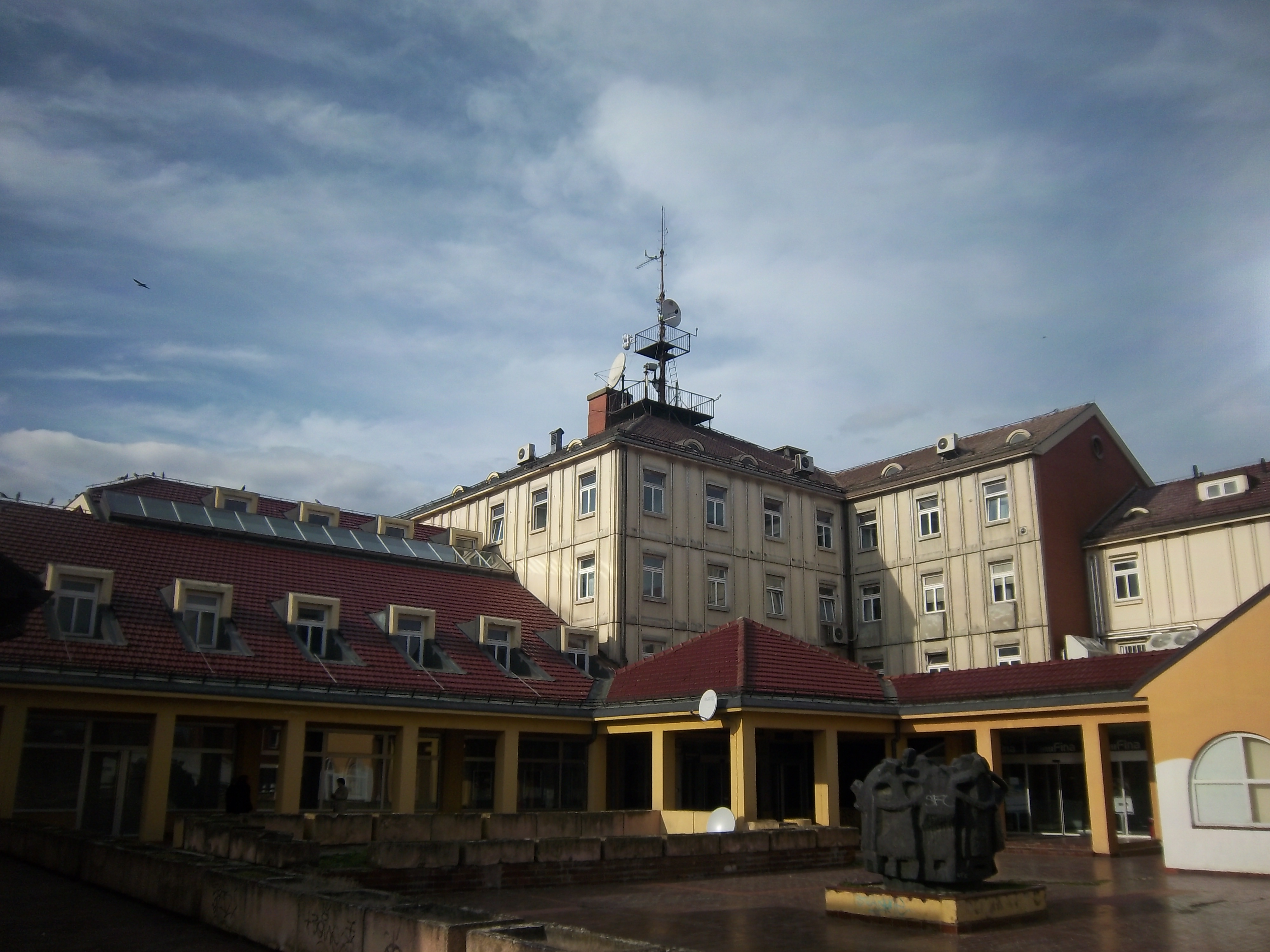

Винковацкое телевидение (хорв. Vinkovačka televizija) — региональный хорватский телеканал, вещающий из города Винковцы на территории Вуковарско-Сремской жупании. Вещание началось 1 февраля 1994 года. Работает ежедневно в течение 8 часов. Активно сотрудничает с другими региональными телеканалами: Вараджинским телевидением, Z1, Kanal Ri и так далее.
Территория вещания охватывает преимущественно Вуковарско-Сремскую жупанию, однако туда же входят частично Осиецко-Бараньская и Бродско-Посавская жупании. Телеканал относится к мультиплексу D и вещает на 21-м дециметровом канале (УВЧ). Передатчики располагаются в местечках Беле и Боринцы.